# Formica selysi
Formica selysi es una especie de hormiga del género Formica, familia Formicidae. Fue descrita científicamente por Bondroit en 1918.
Se distribuye por Albania, Austria, Francia, Alemania, Eslovenia, España y Suiza. Se ha encontrado a elevaciones de hasta 1557 metros. Vive en microhábitats como rocas, piedras y forraje.